# Deportivo Coopsol
O Deportivo Coopsol é um clube de futebol da cidade peruana de Lima, no departamento de Lima. Foi fundado em 10 de janeiro de 2004 e participa da Segunda Divisão do Futebol Peruano. Manda seus jogos na cidade de Chancay.

## História
Em 10 de janeiro de 2004, o então Deportivo Aviación foi absorvido pelo Grupo Coopsol e passou a ser conhecido pelo nome de Aviación-Coopsol, além de usar o escudo e as cores da equipe coopsolina. Naquele ano conseguiu o vice-campeonato da Segunda Divisão do Peru e conseguiu chegar às oitavas de final da Copa Peru, onde foi eliminado pelo Club Atlético Minero. 
Em meados de maio de 2009, o clube mudou oficialmente seu nome para Deportivo Coopsol. 
Em 2012 conquistaria seu primeiro vice-campeonato, perdendo pra i Pacífico FC. Nesta mesma temporada, mudou a cor do uniforme do tradicional vermelho para o amarelo, mantendo o vermelho no uniforme alternativo. 
Em 2014 alcançou novamente o segundo lugar da segunda divisão, derrotado pelo Deportivo Municipal. 
Para 2015, o Grupo Coopsol decidiu renovar-se e começou pelo seu escudo, que foi também passado para o time de futebol, que consiste de um desenho semelhante a um sol formado por figuras geométricas.

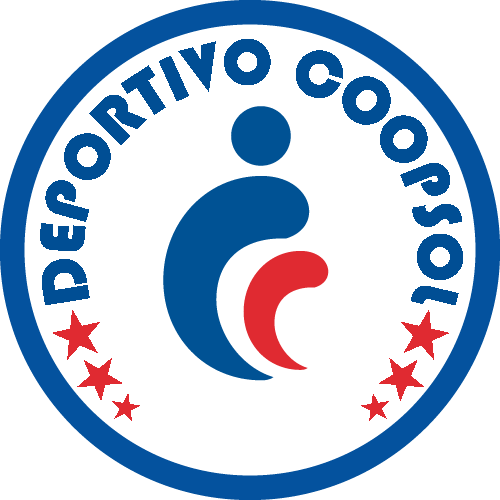
2004-2015

### Declínio nas temporadas da segunda divisão 2015
Depois do vice-campeonato, o time foi visto como um dos favoritos a subir em 2015. Com o intuito de fazer sua melhor campanha na Segunda Divisão do país, a base de jogadores se manteve e o time se fortaleceu da melhor forma possível. Porém, a equipe perdeu pontos preciosos para equipes do meio da tabela, o que resultou na equipe finalizando apenas na 4ª colocação.
Em 2016 a equipe não correspondeu às expectativas, tendo começado com uma contundente vitória sobre o Cienciano por 0-3 em Cuzco, sendo o destaque da temporada, visto que na temporada anterior perdeu pontos locais, ficando finalmente na 5ª posição. 
2017 foi marcado por uma temporada de empates, na qual logrou a 8ª colocação ao final da temporada.
A temporada 2018 tinha um novo formato e o clube precisava estar entre os 8 primeiros. No entanto, o Deportivo Coopsol não teve um bom desempenho, depois de ter começado mal e lutado para sair da zona de rebaixamento, na segunda fase conseguiu se recuperar, destacando a maior vitória de sua história sobre o Willy Serrato por 0-8. Ao final do campeonato, o clube consegue se posicionar na 9ª colocação no torneio.
Em 2019, o campeonato da Segunda Divisão seria renomeado para Liga 2, tendo o mesmo formato do ano passado. O Submarino Amarillo começaria com uma retumbante derrota por 5-2 para o Cienciano, e duas rodadas depois mudaria de técnico para Francisco Melgar. A partir daí a equipe deu uma reviravolta e chegou ao final do primeiro turno na 7ª colocação. Por outro lado, faria seu debut na Copa Bicentenário de 2019, caindo no grupo de Universitario, Unión Huaral e Carlos A. Mannucci. Foi a grande surpresa da competição, terminando em primeiro lugar em seu grupo e registrando uma vitória sobre o Universitario por 3 a 0. Após a qualificação para as oitavas de final, o time venceria o Universidad San Martín por 5 a 3 nos pênaltis. Nas quartas de final, mais uma vez enfrentou o Universitario e maisnuma vez ganhou nos penaltis, alcançando assim a semifinal do torneio. Nesta fase deparou-se com o futuro campeão Club Atlético Grau e foi derrotado por 1-3.
Em 2020 fez uma campanha fraca na segunda divisão e terminou na oitava posição de dez participantes, longe das posições de classificação para os playoffs do campeonato e com o pior ataque do certame. 

## Uniforme
Desde sua fundação como "Club Deportivo Aviación", o uniforme do Deportivo Coopsol sempre manteve o vermelho como cor inicial do uniforme e o amarelo como alternativa. No entanto, a partir de 2013 a liderança da equipe decidiu inverter as cores para se identificar mais com Chancay.
Uniforme titular: camisa amarela, calção preto, meias amarelas.
Uniforme alternativo: camisa vermelha, calção vermelho, meias vermelhas.

## Estádio
Por ser um time fundado por uma empresa, já passou por tres localias em sua passagem pela Segunda Divisão:
| Ano             | Cidade  | Estádio                      |
| --------------- | ------- | ---------------------------- |
| 2004-2008       | Callao  | Estadio Miguel Grau          |
| 2018            | Cañete  | Estadio Roberto Yáñez        |
| 2009-2017       | Chancay | Estadio Rómulo Shaw Cisneros |
| 2019-Atualidade | Chancay | Estadio Rómulo Shaw Cisneros |

## Dados do clube
- Temporadas na Segunda Divisão: 17 (2004 - Presente).
  - Melhor posição na Segunda Divisão: 2º (2012 e 2014)
  - Pior posição na Segunda Divisão: 9º (2018)
- Maiores goleadas aplicadas
  - Em campeonatos nacionais como mandante: Deportivo Coopsol 6x1 Atlético Minero (9 de outubro de 2010).
  - Em campeonatos nacionais de visitante: Serrato Pacasmayo 0x8 Deportivo Coopsol (2 de setembro de 2018).
- Maiores goleadas sofridas
  - Em campeonatos nacionais como mandante: Deportivo Aviación - Coopsol 1x4 Olímpico Somos Perú (15 de maio de 2005).
  - Em campeonatos nacionais de visitante: Defensor San Alejandro 7x3 Deportivo Coopsol (11 de agosto de 2013).